# 李丰宁

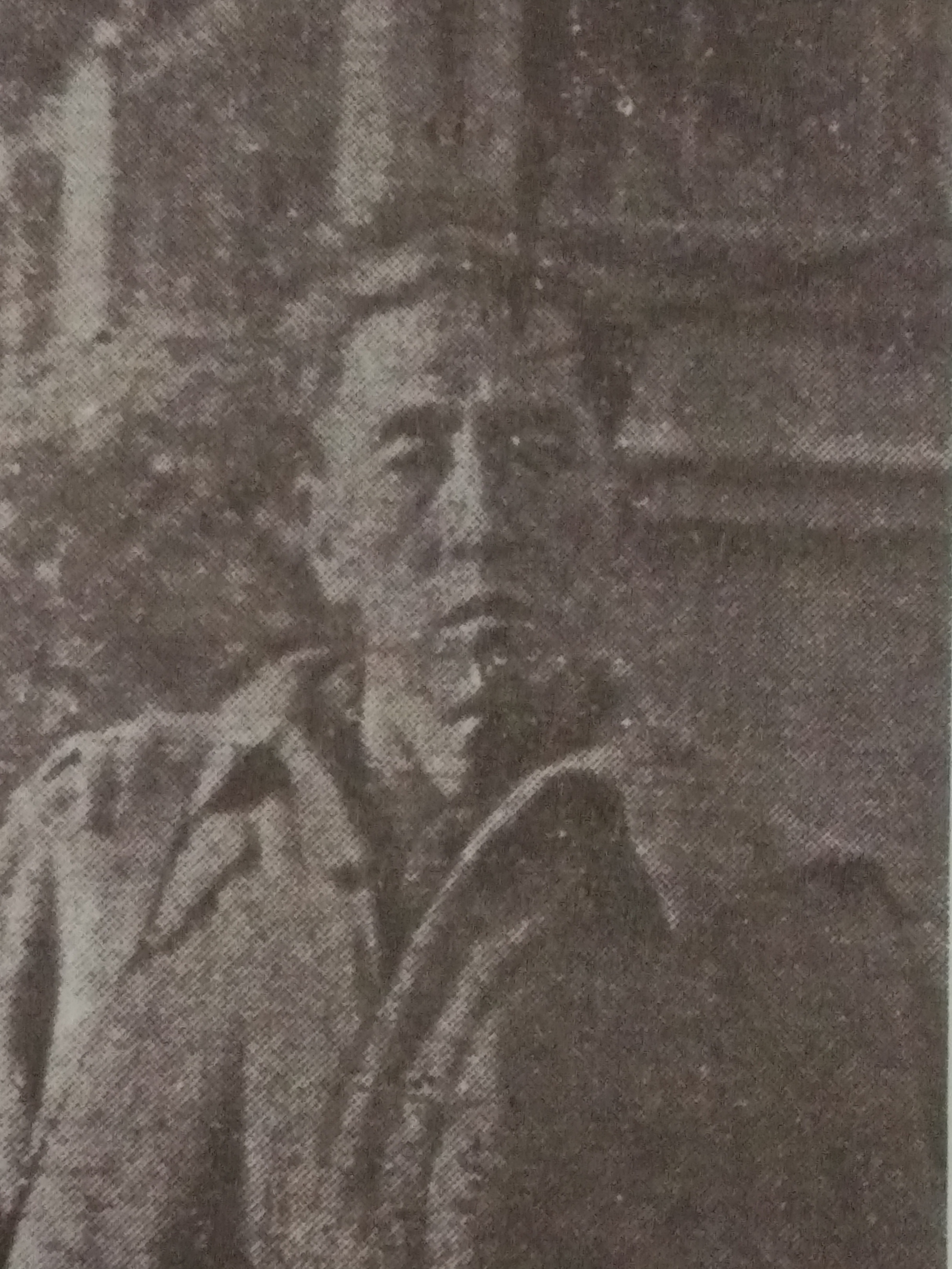
1939年6月3日《祖国抗日情报》

李丰宁（Li Phon Ling，1890年12月21日—?），绰号"风铃"，国际纵队中的华人成员之一。
天津出生，1934年前定居法国里昂，做电器工人。
1936年7月西班牙内战爆发后于年底前往西班牙，11月11日在国际纵队总部阿尔巴赛特报道。被分发到国际纵队第十三旅第八营的卫生队，参与了在安达卢西亚、科尔多瓦、马拉加、特鲁埃尔等地的战斗并至少负伤两次。
在阿尔巴赛特哈拉镇养伤后留在国际纵队的当地医院从事护理工作，直到1938年起随军撤退，期间曾和谢唯进有过通信。
1939年随军撤入法国，与毕道文等人一同被关押在西普里安集中营，四月时他们被转移至戈尔斯集中营，并在那里与谢唯进等其他华人会合。
1939年10月27日，从马赛登船回中国参加中国抗日战争。